# Caligo idomeneus
Caligo idomeneus là một loài bướm ngày thuộc họ Nymphalidae. Loài này được tìm thấy ở rừng mưa Amazon và miền đông Andes, từ Venezuela đến Ecuador, và phía nam đến Mato Grosso ở miền nam Brasil. Loài bướm được đặt tên theo Idomeneus, chỉ huy quân đội Creta trong chiến tranh thành Troia.
Sải cánh dài khoảng 110–140 milimét (4,3–5,5 in).
Ấu trùng ăn các loài Musa.

## Hình ảnh

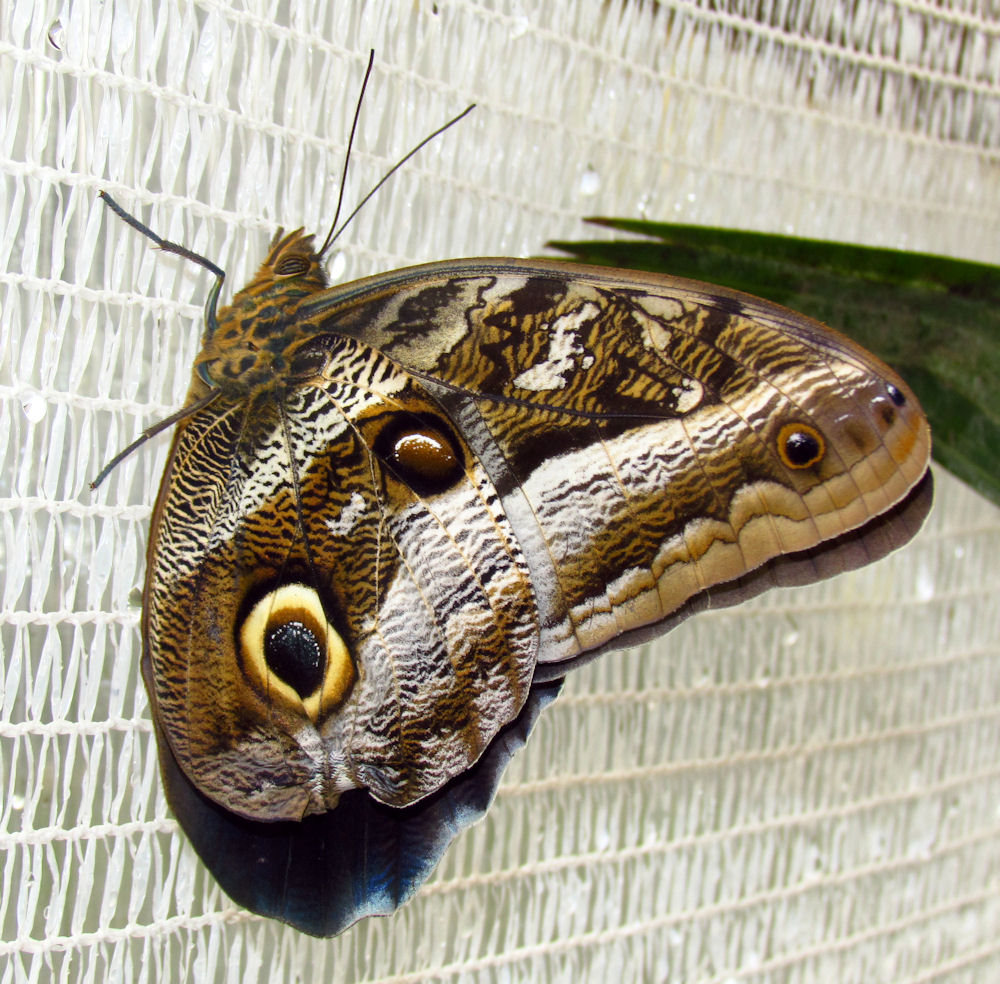
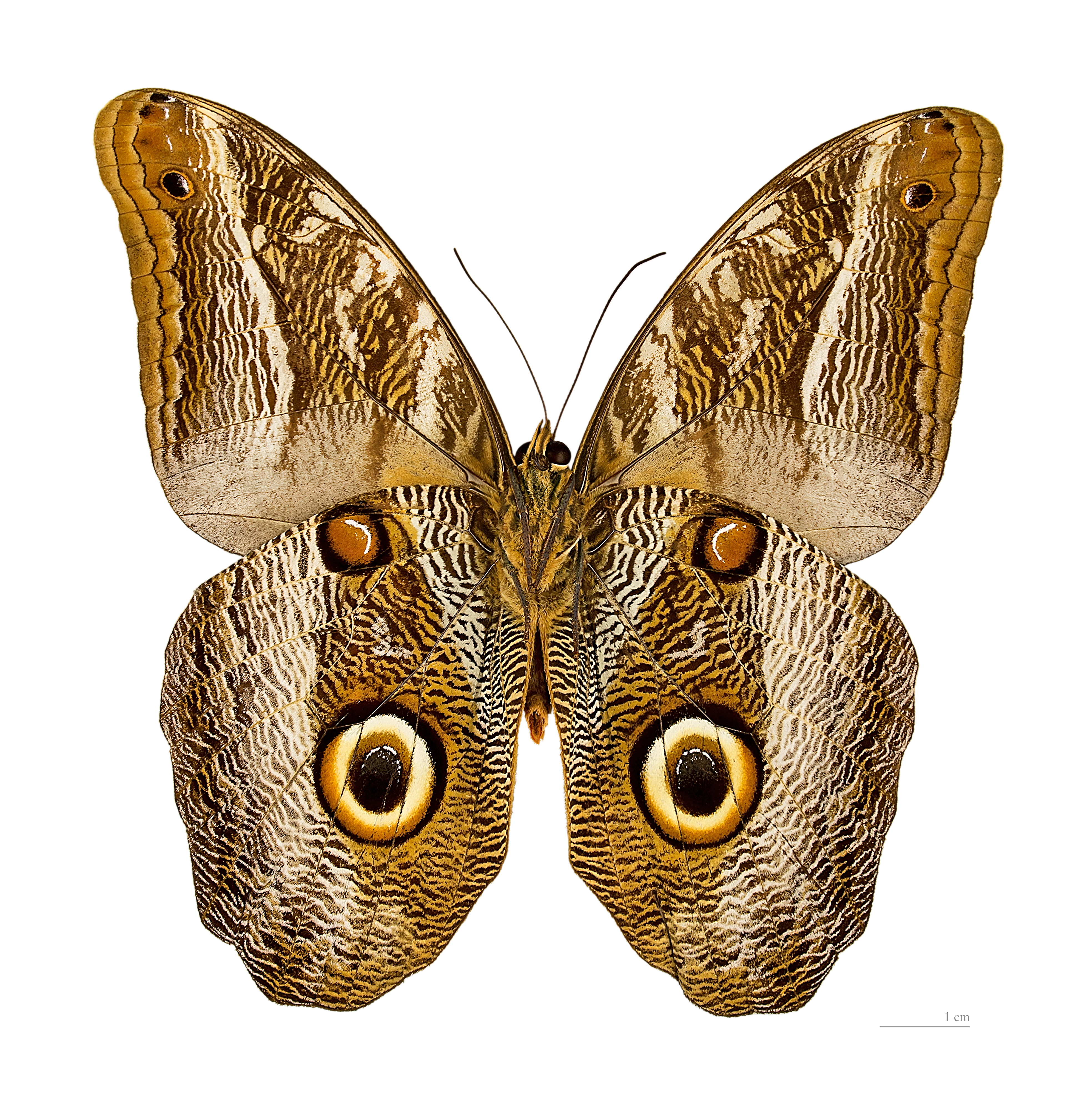
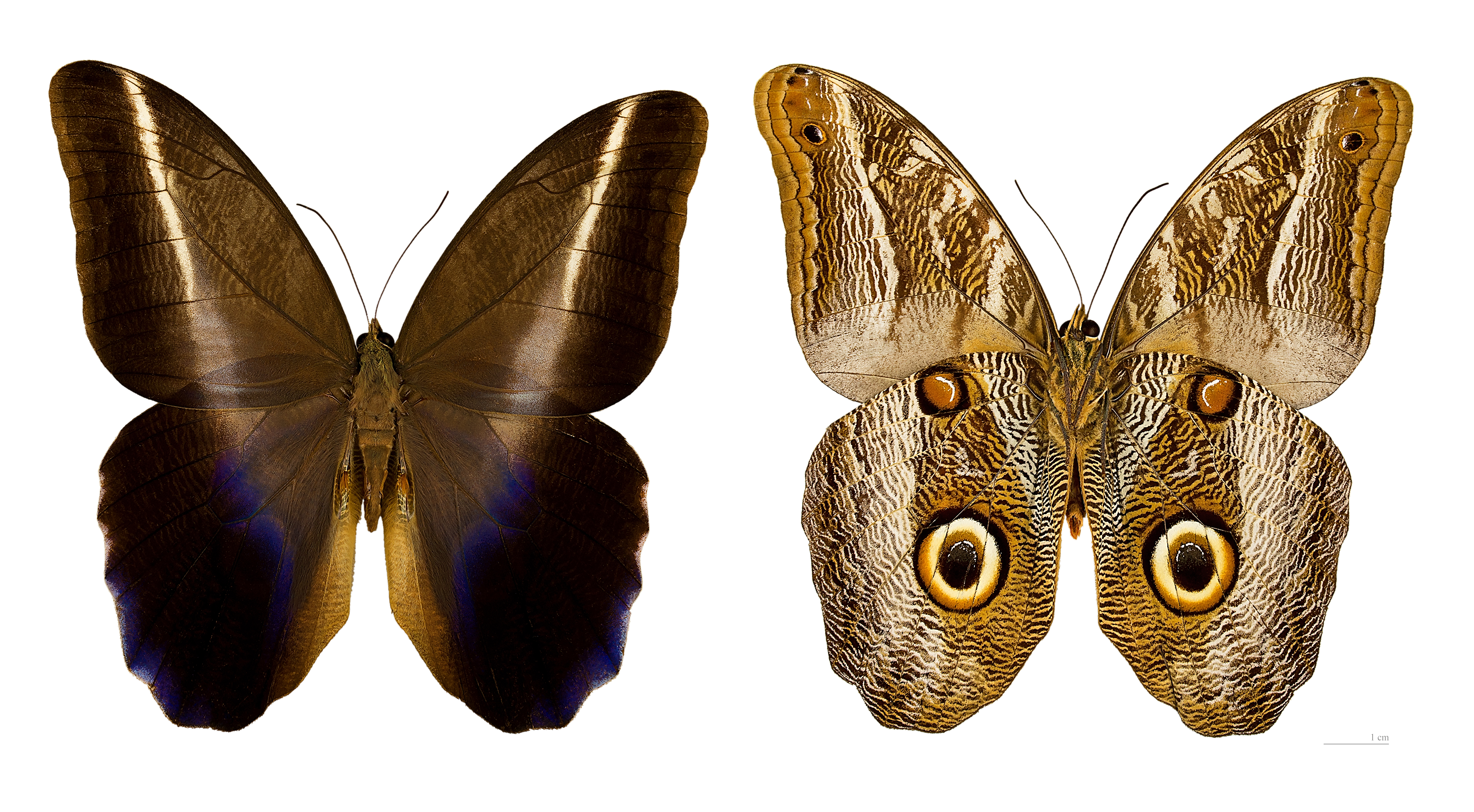
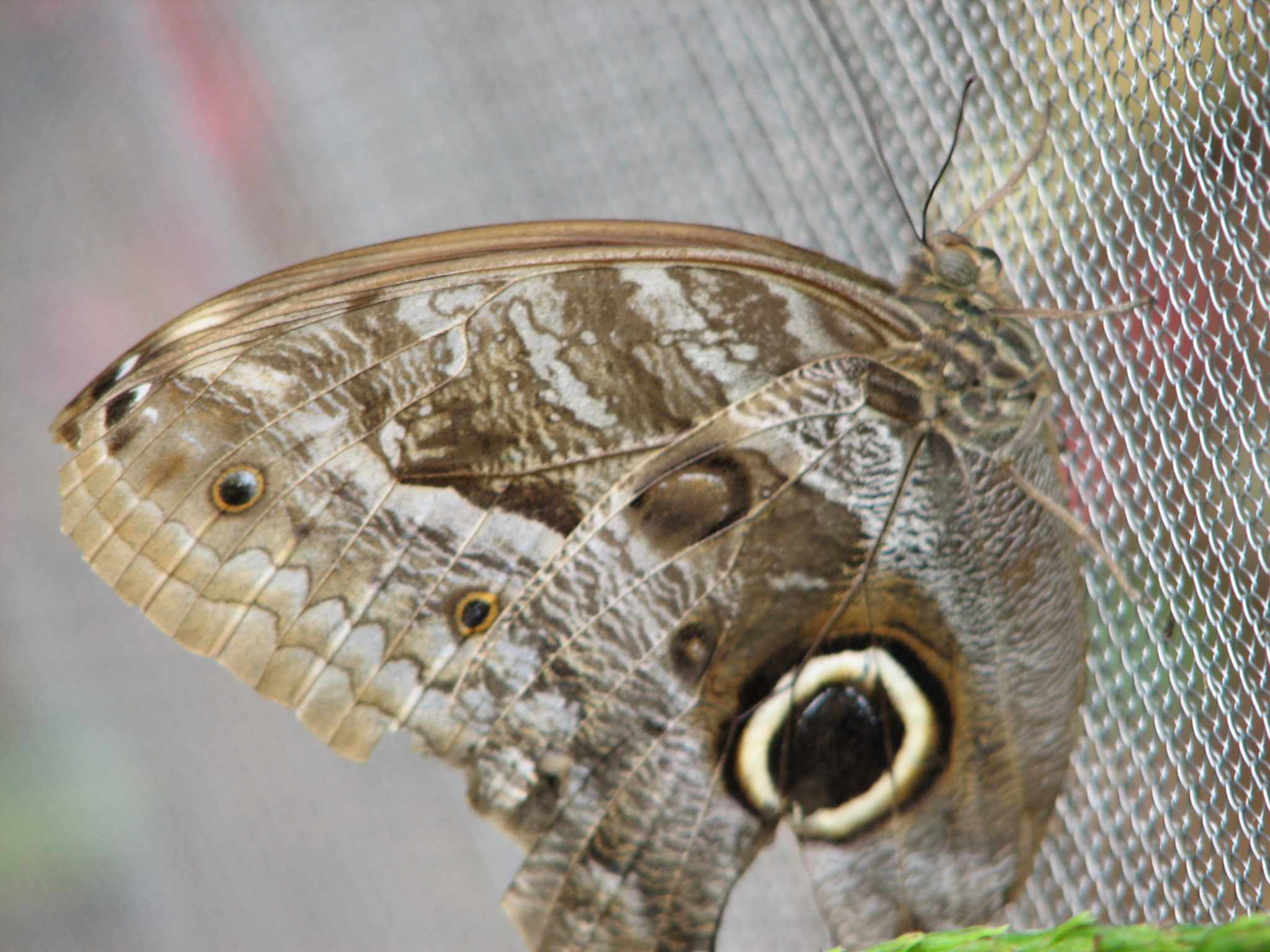